# Luna Pamies
Luna Pamies Barberá (San Bartolomé, Orihuela, 24 de diciembre de 2003) es una actriz española.

## Carrera
Debutó en 2022 con la película El agua, de la directora de cine, también oriolana, Elena López Riera. El papel de Ana, interpretado en su debut, le valió el premio Berlanga 2022 a la mejor actriz principal y una nominación a los premios Goya 2023 como mejor actriz revelación.
Elena López conoció a Luna en el inicio de su proceso de búsqueda de actrices y actores no profesionales para la película El Agua, en un botellón en San Bartolomé. Luna tenía sólo 15 años, estaba haciendo ESO y nunca había pensado dedicarse a nada que tuviera relación con las artes. Cuando el equipo de la película le sugirió que participara en el casting, no se presentó, ya que no se podía creer lo que estaba pasando y todo le daba mucho miedo. Tras un año de ensayos y formación dramatúrgica, con 17 años, comenzó el rodaje con todo el reparto, que incluía actrices profesionales como Bárbara Lennie o Nieve de Medina. La película, que tuvo un éxito destacado, permitió a Luna participar de la promoción del filme en muchos festivales (Cannes, San Sebastián, Tokio, Toronto, entre otros) y asistir a varios premios, como los Goya, los Berlanga o el Festival de Cine de España de Toulouse, lo que le dio una proyección mediática destacada. En 2023 trabajó en un cortometraje , estaba pendiente de participar en varios castings y tenía intención de seguir formándose como actriz.